# Live at Berlin Jazz Festival 1966
Live at Berlin Jazz Festival 1966 ist ein Jazzalbum von Stan Getz und Astrud Gilberto. Die am 4. November 1966 im Rahmen der Berliner Jazztage entstandenen Aufnahmen erschienen 2021 auf dem Label The Lost Recordings/H'Art.

## Hintergrund
Joachim Ernst Berendt, der künstlerische Leiter der 1965 begründeten Berliner Jazztage, bemühte sich auf dieser Veranstaltung immer, den „ganzen Jazz“ zu präsentieren, seine poppige Variante ebenso wie den Free Jazz, der 1966 mit Alexander von Schlippenbachs Globe Unity vorgestellt wurde. Zudem war sehr am Austausch von Jazz und Weltmusik interessiert. 1966 holte er neben einer Dokumentation authentischer brasilianischer Musik, der Musiker- und Tänzergruppe Folklore e Bossa Nova do Brasil um Edu Lobo das Quartett von Stan Getz und die Sängerin Astrud Gilberto auf die Bühne der (West-)Berliner Philharmonie.
Astrud Gilberto hatte in den frühen 1960er-Jahren zwei LPs mit dem Tenorsaxophonisten Stan Getz eingespielt; zu hören war sie auf Getz/Gilberto (1963, mit João Gilberto, Antônio Carlos Jobim) und auf Getz au Go Go (1964), auf dem neben Getz der Vibraphonist Gary Burton, der Bassist Gene Cherico und der Schlagzeuger Joe Hunt spielten. Im Juli 1964 trat das Stan Getz Quartet mit der Sängerin auf dem Newport Jazz Festival auf, am 9. Oktober 1964 in der New Yorker Carnegie Hall. Im November 1966 holte Berendt Astrud Gilberto mit dem Stan Getz Quartett (mit Gary Burton, Chuck Israels und Roy Haynes) zu den Berliner Jazztagen; dabei entstand ein Rundfunkmitschnitt.
Die zweite Platte dieses Zwei-CD-Sets gehört größtenteils Astrud Gilberto; sie war Mitte der 1960er-Jahre ein Star für sich, mit vier Alben unter eigenem Namen. Sie hatte seit mehr als zwei Jahren nicht mehr mit Getz zusammengearbeitet. Der Mitschnitt enthält sieben Songs, die sie zuvor zusammen aufgenommen hatten, einschließlich des lustigen „The Telephone Song“, und endet mit ihrem größten Hit, „The Girl from Ipanema“.
Teile des Mitschnitts (ohne Gilberto) erschienen zuvor als Bootleg auf dem italienischen Label Unique Jazz, gekoppelt mit einem Mitschnitt des Stan Getz Quartet vom Newport Jazz Festival 1961, mit Steve Kuhn, Scott LaFaro und Roy Haynes.

## Titelliste
- Stan Getz: Live at Berlin Jazz Festival 1966 (The Lost Recordings/H'Art)

CD-1
1. On Green Dolphin Street (Bronisław Kaper, Ned Washington)
2. A Singing Song (Gary Burton)
3. The Shadow of Your Smile (Johnny Mandel, Paul Francis Webster)
4. A Grande Amor (mis-titled Samba Triste) (Antônio Carlos Jobim, Vinicius de Moraes)
5. Blues Walk [Loose walk] [= Woody'n You] (Dizzy Gillespie)
6. When the World Was Young [Once Upon a Summertime] (Philippe-Gérard, Angèle Vannier)
7. Edelweiss (Richard Rodgers, Oscar Hammerstein II)
8. Medley: Desafinado (Jobim, Mendonca), Chega de saudade [No more blues] (Jobim, Vinícius de Moraes)

CD-2
1. One Note Samba (Antônio Carlos Jobim, Newton Mendonça)
2. The Shadow of Your Smile (Mandel, Webster)
3. Eu e Voce [Me and You] (Carlos Lyra, De Moraes)
4. Corcovado [Quiet Nights] (Jobim-Lees)
5. The Telephone Song (Menescal-Bôscoli-Gimbel)
6. It Might as Well Be Spring (Rodgers, Hammerstein)
7. The Girl from Ipanema (Jobim, Gimbel, deMoraes)
8. Jive Hoot (Bob Brookmeyer)

Angaben nach der Jazz-Diskographie von Tom Lord (online)

## Rezeption
Dave Gelly schrieb im Guardian, dass das Stan Getz Quartett zwischen 1964 und 1966 eine besonders funkelnde Formation mit dem jungen Vibraphon-Virtuosen Gary Burton gewesen sei. Bis zum Zeitpunkt dieser Aufnahme habe sich zwischen den beiden eine enge Partnerschaft entwickelt, die oft zu Momenten strahlender Schönheit führte. Bei der Eröffnungsnummer „On Green Dolphin Street“, herrsche purer rhythmischer Schwung, und mit Chuck Israels am Bass und dem großartigen Schlagzeuger Roy Haynes sei sie mehr als beeindruckend. Nach Ansicht des Autors sind die Stücke mit Gilberto alle charmant und effizient dargeboten, und man könne nicht umhin, die makellose Begleitung durch das Quartett festzustellen. Auch diese Jazzstars wären Berufsmusiker gewesen, die wussten, wann man sich vom Rampenlicht zurückzieht und dabei unverkennbar man selbst bleibt.

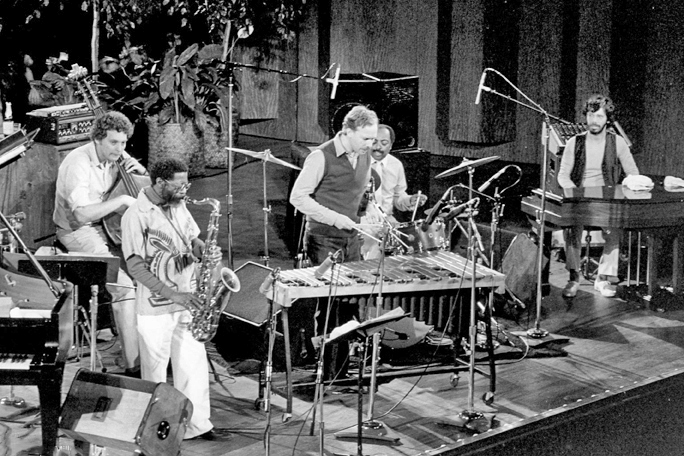
Das Roy Haynes Quintet 1981 mit Gary Burton (Mitte) sowie Joe Henderson (Saxophon), Chick Corea (Keyboard) und Miroslav Vitouš (Bass).

Martin Laurentius (Jazz thing) merkte an, dass das Verve-Album „Getz/Gilberto“ von 1964 nicht nur die brasilianische Bossa Nova populär gemacht habe, sondern auch die Sängerin Astrud Gilberto mit ihrem darauf enthaltenen Hit „The Girl From Ipanema“. Umso neugieriger sei man zu hören, wie die beiden „Macher/-innen“ dieses Hits live auf der Bühne zusammen agierten. Der Mitschnitt von den Zweiten Berliner Jazztagen zeige jedenfalls, dass Gibertos „Stimmchen“ zwar „cool“ genug für „The Girl from Ipanema“ sei, aber beileibe nicht ein ganzes Konzert trage, „weil ihr Variantenreichtum und Modulation völlig fehlen“. Auch Getz werde das gemerkt haben, weil er oftmals mitten in seinen geschmeidig die Stimme umspielenden Läufen auf dem Tenor unvermittelt abbricht. „Glücklicherweise“„“ sei Gilberto nur im zweiten Teil des Konzerts dabei gewesen. So könne man den ersten Teil mit dem damals 23 Jahre alten Vibrafonisten Gary Burton in Getz’ Quartett konzentriert hören.
Heinz Schlinkert (NRW_Jazz) meinte, Astrud Gilberto würde bei den ausgewählten Standards, die sie schon so oft gesungen hatte, manchmal etwas zu routiniert. Viele dieser Stücke waren schon vorher für das Getz au Go Go-Album aufgenommen worden. Dennoch scheint die Auswahl der Songs auch hier von einer gewissen Skepsis gegenüber dem deutschen Publikum geprägt zu sein. Bossa-Standards seien erwartet worden, da könne man auch nichts falsch machen. Warum dann bei dem Konzert noch einmal „The Shadow of Your Smile“ kam, ist dem Autor schleierhaft. Stan Getz, der sich bei den gesungenen Stücken zurückgehalten hatte, würden am Ende des Konzerts mit dem Quartett nochmal ungebremst aufdrehen, ohne die Sängerin, mit der Zugabe „Jive Hoot“ von Bob Brookmeyer. Besonders Roy Haynes schaffe einen Drive, der die Band nach vorne treibt. So auch hier bei einem ausgiebigen Solo.
Siegfried Schmidt-Joos konnte sich, obgleich er über all die Jahre kein einziges Berliner Jazz-Festival ausgelassen hatte, nicht an dieses Konzert von Getz und Gilberto erinnern: „Das mag an meinem nachlassenden Gedächtnis liegen oder auch daran, dass ich deren Auftritt einst allenfalls durchschnittlich fand. Der jetzt veröffentlichte Live-Mitschnitt bestätigte mich darin.“ Zu Beginn der ersten CD würde Getz die Harmonien einfach hinaus und hinunter dudeln; er fände erst im dritten Stück zu sich. Auf der zweiten CD liefere Gilberto ihre Repertoirestücke „routiniert, aber ohne die geringste interpretatorische Besonderheit“ ab, wobei „ihre schmale, kaum wandlungsfähige Stimme“ zur Ermüdung beitrage. Von der Spannung des Studioklassikers Getz/Gilberto sei dieser Auftritt weit entfernt. Über die Gründe für das Stimmungstief könne er nur spekulieren, etwa, weil aus der Liebesaffäre von Getz und Gilberto „die Luft raus“ war und weil Burton Getz erklärt hatte, nach diesem Konzert die Band zu verlassen.